# Bionic Commando (jogo eletrônico de 1988)
Bionic Commando, mais conhecido no Japão como Hitler's Resurrection: Top Secret (ヒットラーの復活 TOP SECRETトップシークレット Hittorā no Fukkatsu: Toppu Shīkuretto) no Japão, é um videogame lançado pela Capcom em 1988 para NES e Famicom Disk System. é um remake do jogo lançado em 1987 com o mesmo nome.
O jogador controla Ladd Spencer, um membro do Batalhão FF, o jogador tem que explorar cada estágio e obter o equipamento necessário para progredir. Ladd é equipado com um braço mecânico com uma pistola, permitindo que ele puxe-se para frente ou gire do teto. Como tal, a série é um dos poucos exemplos de um jogo de plataforma em que o jogador não pode pular. Para atravessar lacunas ou subir bordas, Ladd deve usar seu braço biônico.

## História
Bionic Commando ocorre em algum momento da década de 1980 e se concentra em dois estados em guerra: a Federação e o Império. Um dia, as Forças da Federação descobrem documentos secretos sobre "Albatros", um projeto inacabado desenvolvido pelo antecessor do Império, o "Badds" (também conhecido como "Nazz"). O líder imperial Generalíssimo Killt decide concluir o projeto sozinho. Ao aprender o enredo do Império, a Federação envia em seu herói nacional, Super Joe (o título principal da Capcom Commando 1985) para se infiltrar no Império, mas ele é capturado. A Federação então envia um segundo agente chamado Ladd Spencer para resgatá-lo e descobrir o segredo por trás do projeto de Albatros.Ladd é um membro do Batalhão FF (Double Force), uma equipe de comandos especialmente treinados para usar armas com fio para se infiltrar em bases inimigas.
Ladd começa na Área 1, na qual ele é informado de que as primeiras áreas, já infiltradas por tropas da Federação, têm dispositivos de comunicação e salas que podem ser usadas para manter contato com a Federação e para escutas telefônicas para obter informações do Império.

## Recepção
A Nintendo Power classificou-o como o 17.º melhor videogame do Nintendo Entertainment System, descrevendo-o como um dos jogos de ação mais originais do console devido à capacidade de balançar. Já a GamesRadar o classificou como o quarto melhor jogo de NES de todos os tempos. A equipe chamou um clássico e elogiou sua mecânica de grappling.

## Remakes e re-lançamentos
Uma adaptação de Bionic Commando foi lançada para Game Boy em 1992. A versão do Game Boy é baseada na versão clássica do jogo lançada para o Nintendinho, apresentando o mesmo jogo e os mesmos estágios, o enredo é bem similar a versão original do jogo, mas muda a configuração atual da versão NES para uma versão futurista. Um remake secundário, com o nome de Bionic Commando Rearmed, foi desenvolvida pela GRIN e foi lançado em 2008 para Playstation 3, Xbox 360 e PC.
A versão original do Bionic Commando para o NES é um dos três jogos do NES apresentados na compilação do Game Boy Advance da Capcom Classics Mini-Mix, os outros dois jogos sendo Strider e Mighty Final Fight.